# WhoSampled
WhoSampled é um site e também um aplicativo que armazena informações sobre músicas sampleadas ou baseadas em samples, assim como covers e remixes.

## História
Nadav Poraz fundou o site em Londres, Inglaterra, em 2008, como uma maneira de rastrear samples musicais e covers. O aplicativo móvel foi lançado em 2012 e 2014 para iPhone e Android, respectivamente.  A base de dados do site é gerada pelo usuário e revisada pelos moderadores antes de o conteúdo entrar em vigor. À data de 2023, a faixa mais sampleada do site é "Amen break", do The Winstons, tendo sido sampleada em mais de 6000 músicas.  Em 2015, o site adicionou suporte para clips de cinema e televisão.  No ano seguinte, fez parceria com o Spotify e introduziu um jogo inspirado na teoria dos seis graus de separação que acompanha as relações entre artistas, produtores e suas faixas. Em outubro de 2017, o WhoSampled fez parceria com a KPM e a Ableton e organizou a terceira competição 'Samplethon' no Point Blank Studios, em Londres.